# Kubańsko-Terski Ziemski Korpus
Kubańsko-Terski Ziemski  Korpus – jeden ze związków operacyjno-taktycznych  Imperium Rosyjskiego w czasie I wojny światowej.  

## Dowódcy korpusu
- generał lejtnant I. J. Gułyga (od października 1917)